# Juan de Dios Correa de Saa
Juan de Dios Correa de Saa y Martínez (Santiago, 1801-Santiago, diciembre de 1877) fue un militar y político conservador chileno del siglo XIX.

## Biografía
Nació en Santiago de Chile en 1801, siendo hijo de Rafael Correa de Saa y Lazón y de María Mercedes Martínez y Ferraz de Torres. Fue sobrino del político Carlos Correa de Saa y Lazón.

### Trayectoria militar
Muy joven ingresó al Ejército de Chile. En calidad de alférez participó en la Batalla de Maipú. Luego fue ascendido a teniente del Regimiento de Infantería de Línea en abril de 1818 y oficial de la Escolta Directorial de Bernardo O'Higgins en octubre de 1818. Este mismo año se halló en la batalla de Maipú, donde tuvo destacada participación. Edecán del general O'Higgins, ayudante mayor del mismo regimiento en 1820, alcanzó el grado de teniente coronel del ejército en 1822.
Al casarse se retiró de la carrera militar para dedicarse a la agricultura en las haciendas propias y habidas por matrimonio. Su alto prestigio moral y social dentro de la sociedad chilena, lo condujeron a la actividad política, convirtiéndose en una de las figuras políticas más gravitantes y de mayor peso de Chile, desde el Partido Conservador.

### Trayectoria política

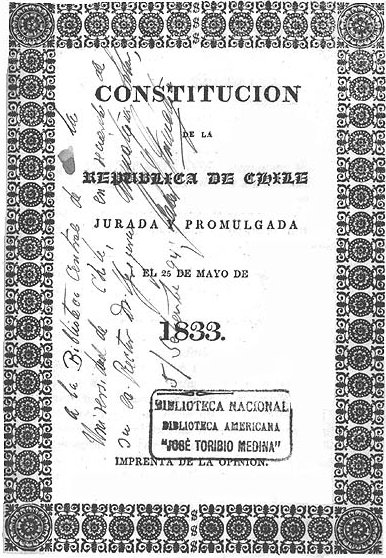
Portada de un ejemplar de la Constitución de 1833.

Fue diputado por Rancagua a la Asamblea Provincial de Santiago en 1829, y luego de 1831 a 1833. Miembro de la Gran Convención, su firma aparece al pie de la Constitución de 1833. Diputado por Rancagua (1840-1843). Miembro de la Comisión Permanente Calificadora de Peticiones (1843-1846). Senador de la República en los períodos 1846-55, 1855-64, 1864-73 y 1873-76, siendo durante todos esos períodos miembro de la Comisión Permanente de Hacienda y Artes, llamada de Hacienda e Industria desde 1858, con excepción del período legislativo 1867-70, en que fue miembro sólo de la de Educación y Beneficencia. Integró la Comisión Conservadora desde 1848 a 1875. Electo vicepresidente del Senado en 1866, presidente del Senado de la República en el período 1867-68 y senador vitalicio por Santiago 1876-79, falleció viudo en Santiago, el 2 de diciembre de 1876.

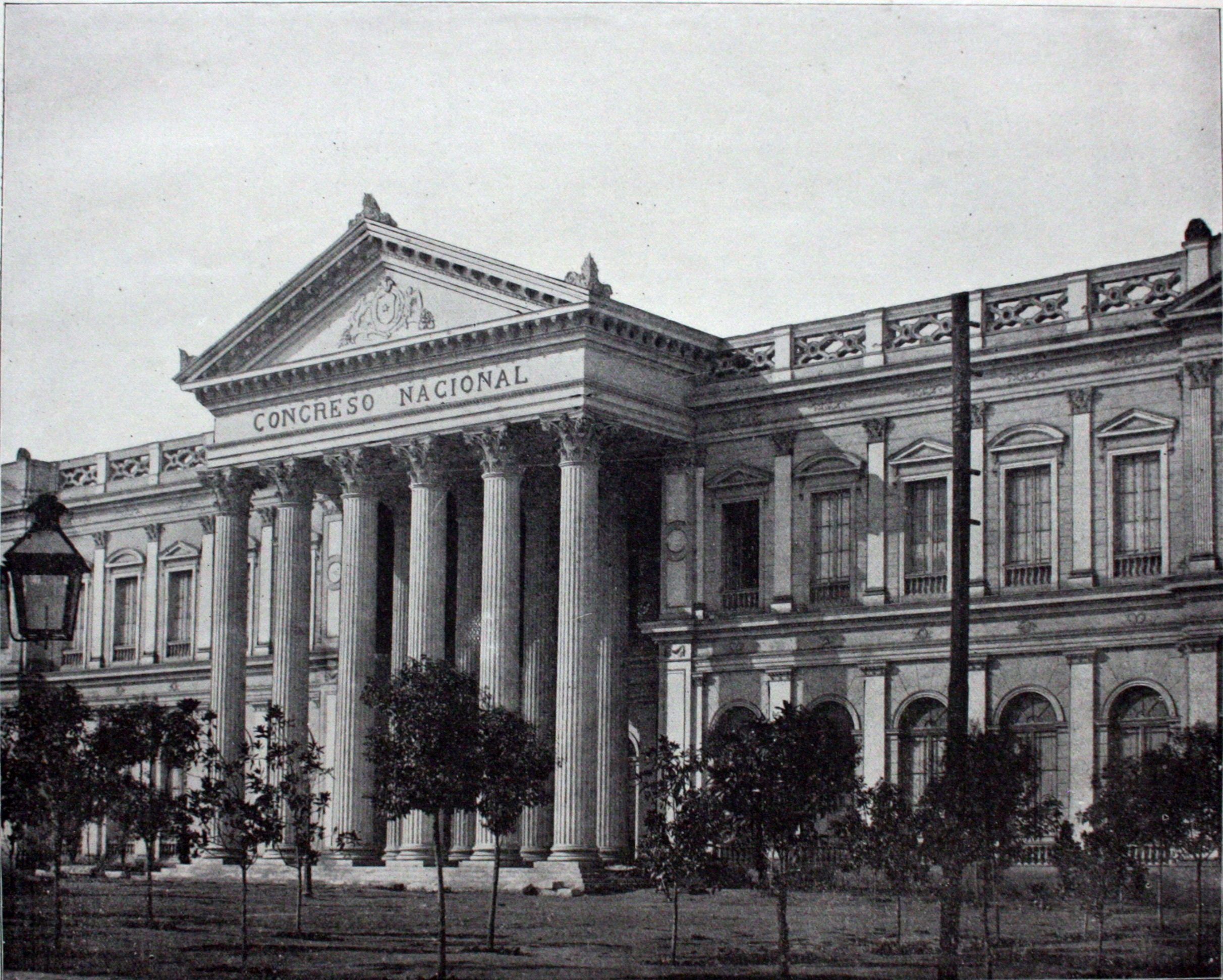
Palacio del Congreso Nacional.

Juan de Dios Correa de Saa fue dueño de la chacra “El Conventillo” en Santiago y de la Hacienda “El Huemul” en Melipilla, además de la famosa Hacienda de La Compañía en Graneros, y al decir del historiador Julio Geise G., 

"representó en su época al latifundista con un estilo de vida señorial transformado en el tipo ejemplar de cacique. Fue una de las personalidades más influyentes en la vida pública de la segunda mitad del siglo XIX. Su matrimonio con Da. Nicolasa de Toro-Zambrano, hija del II Conde de la Conquista, le permitió incrementar su patrimonio de manera considerable. Sus dominios se extendían entre las actuales estaciones de San Francisco de Mostazal, por el norte y Lirios por el sur. Comprendían las feracísimas tierras de Graneros y de Rancagua".

El término de “cacique”, derivado del antiguo patronazgo o feudalismo rural, corresponde al gran aristócrata y terrateniente que decidía, como dueño y señor de sus dominios, durante fines del siglo XIX y principios del XX, quiénes se presentaban como candidatos a las elecciones por sus tierras, y cómo debían votar sus miles de inquilinos. Abdón Cifuentes relata en sus “Memorias” el caso de Correa de Saa.
Por el departamento Rancagua, que correspondía a la totalidad de las tierras de Juan de Dios, se elegían cinco diputados, que durante muchos años pertenecieron todos al Partido Conservador y eran designados personalmente por Correa de Saa. Como cacique de Rancagua, le “pertenecían” las cinco diputaciones. Para las elecciones de 1867 formó la lista con los cinco candidatos para presentársela al Ministro del Interior Álvaro Covarrubias Ortúzar. Al verla el ministro le expresó que el Gobierno de Chile aceptaba todos los nombres menos el de Abdón Cifuentes, a lo que se intercambiaron algunas explicaciones que llegaron hasta la aspereza, concluyendo el señor Correa de Saa por decir al señor Covarrubias: “¡pues, Cifuentes será Diputado antes que todos los otros!”, y se retiró. Y en efecto, así ocurrió. En un consejo de Ministros el propio Presidente de la República planteó el problema e impuso la lista presentada por Juan de Dios.
Este sistema de patrones rurales, lo ejercían grandes e influyentes terratenientes como José Miguel de Andía-Yrarrázabal y Alcalde, marqués de la Pica y senador, dueño de la vasta hacienda de Pullally en Illapel; Juan Agustín Alcalde y Bascuñán, conde de Quinta Alegre, senador y dueño de la extensa Estancia de Naltagua en Melipilla; José Rafael Larraín y Moxó, marqués de Larraín y senador; Rafael Errázuriz Urmeneta, dueño de Panquehue, etc.
Esto escribió Justo Arteaga Alemparte en el libro que escribió junto a su hermano Domingo titulado Los Constituyentes Chilenos de 1870, 

"El Señor Correa de Saa es uno de los pocos representantes que aún quedan al antiguo partido conservador. Su cuantiosa fortuna le procura una alta situación política i le coloca entre esos hombres cuyo enfado turba la tranquilidad del gobernante, i cuya adhesión se juzga una certeza de buen suceso. Fue el Señor Correa de Saa quien tomó en el Senado la iniciativa de la amnistía de 1857, que sacudiendo el espíritu del país, provocó la caída de un ministerio, produjo la agitación de 1858, la revolución de 1859, la transformación de 1861. Alejado de la vida pública durante los últimos años del gobierno de Montt, ha seguido, con más o menos alternativas, la política del gobierno de Pérez. Hoy preside casi constantemente el Senado. Es quizás su miembro más antiguo"

.

## Familia

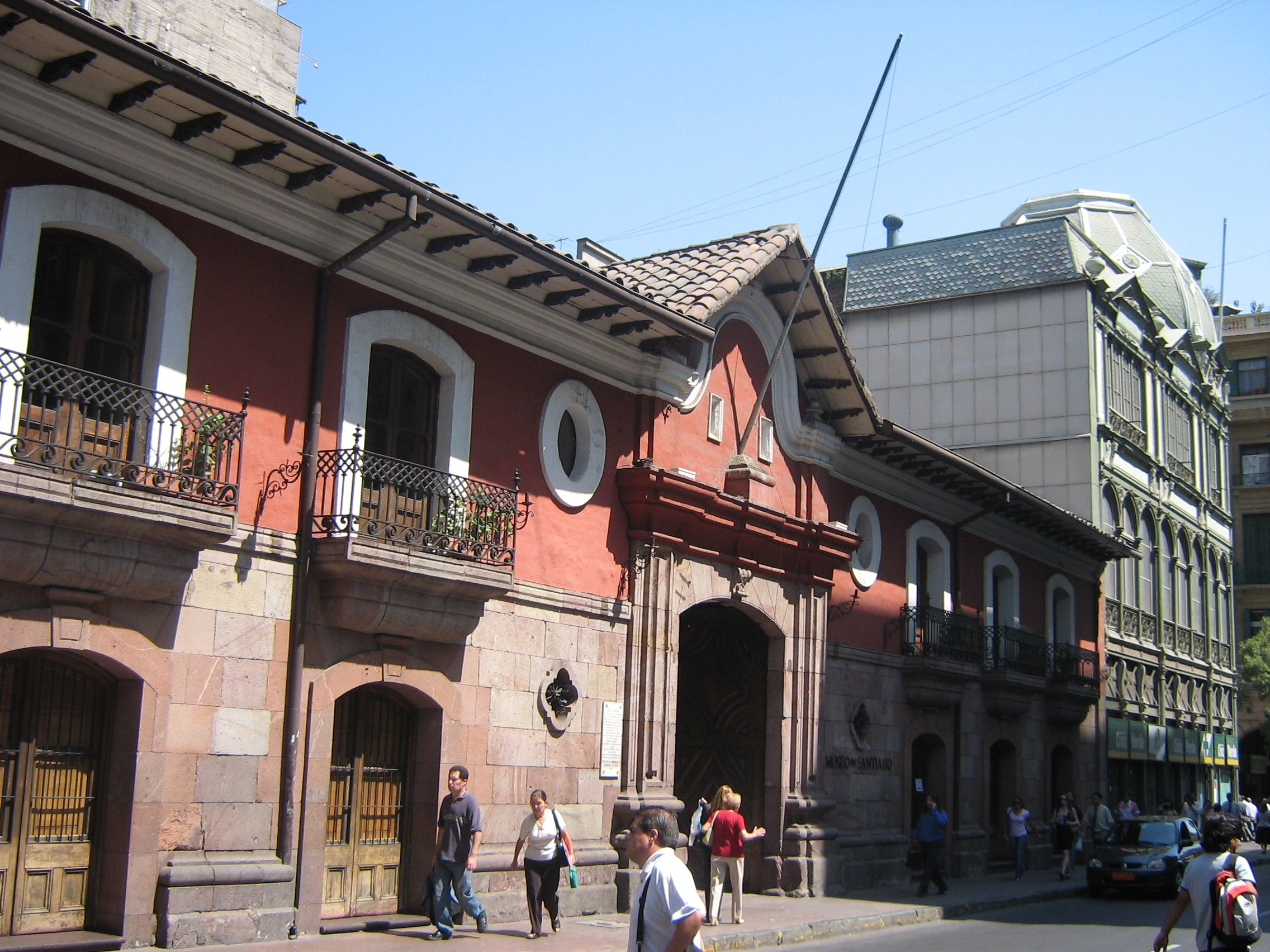
La Casa Colorada fue la residencia de Mateo de Toro-Zambrano y actualmente alberga al Museo de Santiago.

Juan de Dios Correa de Saa y Martínez, conde consorte de la Conquista, contrajo matrimonio en la Iglesia Catedral de Santiago, el 28 de octubre de 1822, con María Nicolasa Isidora de las Mercedes de Toro-Zambrano y Dumont de Holdre, cuarta condesa de la Conquista, señora del Mayorazgo Toro-Zambrano, dueña de la Casa Colorada y de la vasta hacienda de La Compañía, la más extensa de Chile, hija de José Gregorio de Toro-Zambrano y Valdés, II conde de la Conquista (hijo de Mateo de Toro-Zambrano y Ureta) y de Josefa Dumont de Holdre y Miquel, descendiente de nobles familias flamencas y valencianas. Nicolasa fue la heredera más rica de Chile en su época, fallecida en Santiago en abril de 1872, y dejando su fortuna a su marido y a sus hijos. Los padrinos del enlace fueron Rafael Correa de Saa y Lazón, padre del novio, y Josefa Dumont de Holdre y Miquel, madre de la novia y condesa viuda de la Conquista.
La realización de este matrimonio fue todo un asunto político para el Gobierno de Chile. Bernardo O'Higgins , se alegró mucho al saber que la "condesita" de Toro se casaría finalmente con un distinguido y fiel oficial de su ejército, quien además era bien recibido en la Casa Colorada por ser sobrino de Carlos José Correa de Saa y Lazón, célebre patriota y abogado de la señora Dumont de Holdre.
Ambos fueron padres de doce hijos Correa de Saa y Toro-Zambrano, a saber:
- a) Rafael Correa y Toro,[1] heredero legítimo y universal del condado de la Conquista y de los bienes del mayorazgo Toro-Zambrano, casado con Carmen Blanco y Gana, hija del presidente de la República Almirante Manuel Blanco Encalada. Con descendencia Correa Blanco, Yrarrázabal Correa, etc.
- b) Juan de Dios Correa y Toro,[1] marido de Carmen Sanfuentes y del Sol, bisnieta de los marqueses del Valle de Tojo. Con descendencia Correa Sanfuentes, Correa Ariztía, Bulnes Correa, Fernández Correa, Vicuña Correa, Zañartu Correa, Undurraga Correa, García-Huidobro Correa, etc.
- c) Aníbal Correa y Toro,[1] marido de Carmen Yrarrázabal y Larraín, hija de los marqueses de la Pica. Con sucesión Correa Yrarrázabal, Correa Sánchez, Vial Correa, Lira Correa, etc.
- d) Nibaldo Correa y Toro,[1] casado con Lucrecia Larraín y Vicuña,[3] perteneciente a la familia de Los Ochocientos, hija de Vicente de Larraín y Aguirre, nieta paterna de los marqueses de Montepío, bisnieta materna-paterna de los condes de Quinta Alegre, sobrina tataranieta de los marqueses de Casa Boza en Lima, Perú y 6.ª nieta de los marqueses de La Pica. Con descendencia Correa Larraín, Correa Santa Cruz, Correa Barros, Correa Gac, Correa Bezanilla, Correa Fernández, Correa Aldunate, Herrera Correa, Infante Correa, Ossa Correa, Agüero Correa, Ovalle Correa, Vicuña Correa, etc.
- e) Carlos Correa y Toro,[1] que casó con Rosario Sanfuentes y del Sol, hermana de la anterior y también bisnieta de los marqueses del Valle de Tojo. Con sucesión Correa Sanfuentes, Vial Correa, Sanfuentes Correa, etc.
- f) José Gregorio Correa y Toro,[1] que casó con Elena Roberts y Valdés. Con sucesión Correa Roberts, Correa Pereira, Correa Guzmán, Correa Amunátegui, Yrarrázabal Correa, Errázuriz Correa, Prieto Correa, Sánchez Correa, etc.
- g) Adelaida Correa y Toro,[1] casada con Rafael Ovalle y Bezanilla, hijo del presidente de la República José Tomás Ovalle y Bezanilla.
- h) Delia Correa y Toro,[1] mujer de Luis Rodríguez y Velasco.
- i) Josefa Correa y Toro,[1] que casó primero con Pedro Díaz de Valdés y de la Carrera, hijo de la heroína chilena Francisca Javiera de la Carrera y Verdugo, y segundo, con José Pardo y Aliaga, peruano, nieto materno de los marqueses de Fuente Hermosa de Miranda en Lima.
- j) Mercedes Correa y Toro,[1] casada con su primo segundo César Vicuña y Toro-Zambrano.
- k) Manuela Correa y Toro,[1] que casó con Manuel José Ovalle y Bezanilla, hermano del anterior e hijo también del presidente de la República José Tomás Ovalle y Bezanilla.
- l) Isabel Correa y Toro,[1] Marquesa de la Pica, por su matrimonio con Manuel José Yrarrázabal y Larraín.